# 草莓番石榴
草莓番石榴（学名：Psidium littorale），为桃金娘科番石榴属下的一个种。它是一種小型的樹木，高度約為2—6（6.6—19.7英尺），結紅色或黃色果實，果實微酸但有時會被用來製作果醬或者直接食用。實際上只有紅色果實的Psidium littorale才被稱為“草莓番石榴”，黃色果實種則被叫做“檸檬番石榴”。
這種植物原产於巴西和附近的南美洲熱帶地區，其與番石榴有及密切的親緣關係，并也同樣傳播到了世界各地。草莓番石榴因為生長時分密集從而影響了許多本土植物的生存，同時也形成了許多農業害蟲的藏身之所。它在一些地區是入侵物種，更被列為世界百大外來入侵種之一。

## 外部連結
- 3-苯丙基乙酸酯 3-phenylpropyl acetate （页面存档备份，存于） 中草藥化學圖像數據庫 (香港浸會大學中醫藥學院) （中文）（英文）
- 黃豆黃苷 Glycitin （页面存档备份，存于） 中草藥化學圖像數據庫 (香港浸會大學中醫藥學院) （中文）（英文）